# Condado de Rappahannock
El condado de Rappahannock (en inglés: Rappahannock County), fundado en 1833, es uno de 95 condados del estado estadounidense de Virginia. En el año 2000, el condado tenía una población de 6,983 habitantes y una densidad poblacional de 10 personas por km². La sede del condado es Washington.

## Geografía
Según la Oficina del Censo, el condado tiene un área total de 692 km² (267,2 mi²), de la cual 692 km² (267,2 mi²) es tierra y 0 km² (0 mi²) (0.01%) es agua.

### Condados adyacentes
- Condado de Warren (noroeste)
- Condado de Fauquier (noreste)
- Condado de Culpeper (sureste)
- Condado de Madison (suroeste)
- Condado de Page (oeste)

## Demografía
Según la Oficina del Censo en 2000, los ingresos medios por hogar en el condado eran de $33,026, y los ingresos medios por familia eran $42,143. Los hombres tenían unos ingresos medios de $30,722 frente a los $21,807 para las mujeres. La renta per cápita para el condado era de $16,675. Alrededor del 15.40% de la población estaban por debajo del umbral de pobreza.

## Localidades
- Washington

### Comunidades no incorporadas
| - Amissville - Castleton - Chester Gap - Flint Hill | - Huntly - Laurel Mills - Massies Corner - Peola Mills | - Revercombs Corner - Sperryville - Wakefield Manor - Woodville |